# Simbionte (album)
Simbionte è il settimo album di Deca, pubblicato nel 2002 dalla Videoradio.

## Rilevanza artistica
Pur essendo stato a suo tempo divulgato in modo poco convenzionale e senza una vera e propria distribuzione, col passare degli anni Simbionte è diventato un album di riferimento nel panorama della musica elettronica, guadagnandosi attenzioni e plausi dalla critica e da un folto pubblico di appassionati, nonché da numerosi altri artisti. Reperibile inizialmente soltanto in formato digitale, dal 2003 cominciarono a circolare copie promo quasi sicuramente non ufficiali, confezionate con una certa cura, che amplificarono l'interesse dei collezionisti e resero più tangibile la presenza di questo lavoro. Inserito tra i titoli più significativi della scena elettronica mondiale e tra i migliori dischi ambient di tutti i tempi da critici come Piero Scaruffi, ma anche tra i dischi più rilevanti pubblicati in Italia dalla redazione di Ondarock, Simbionte è diventato contestualmente la testimonianza ad oggi più significativa del lavoro del suo autore, capace di esplorare senza compromessi nuovi territori creativi dopo svariati anni di attività discografica.
Alcuni brani dell'album sono stati utilizzati in vari altri contesti, tra cui esposizioni e produzioni editoriali della scultrice e pittrice Rabarama.

## L'album
Sulle modalità di creazione di questo disco resta significativa una dichiarazione ufficiale resa dal compositore: 
(Deca,Frammenti, dal Sito ufficiale)
Dopo i modesti riscontri dell'album Electronauta, che era sostanzialmente una raccolta di brani inediti più vicini ad una rivisitazione del synth pop che alle consuete tematiche ambient e sperimentali, Deca tornò a dedicarsi ad un radicale percorso di ricerca sul suono, utilizzando nel suo home-studio campionatori e altre macchine digitali per manipolare sorgenti acustiche, voci, frammenti casuali di rumori ambientali e amalgamando poi il tutto per ottenere quadri musicali che avessero una doppia connotazione - naturale e artificiale - difficilmente identificabile. Il risultato furono otto brani improntati su una fascinazione auditiva in cui non ha rilevanza l'insieme dei singoli suoni con le loro caratteristiche, bensì la compenetrazione delle atmosfere che i suoni sono in grado di suggerire.
"La personale impronta creativa di Deca si è stratificata ed intensificata, portando a confluire in Simbionte elementi sonori di ogni tipo ed elaborati in modo tale da costituire un fluido musicale completamente diverso dalla loro essenza originaria. Risulta molto difficile, infatti, rintracciare pianoforti, voci, suoni della natura e chitarre nelle otto splendide tracce dell'album. I suoni sembrano in realtà provenire da tutt'altra fonte, spesso anche poco rassicurante."
"Simbionte rappresenta tecnicamente il trait d'union e la fusione tra suono naturale ed artificiale, dove il secondo è totalmente frutto della manipolazione creativa del primo"
Al di là dell'aspetto propriamente compositivo e tecnico Simbionte rappresenta anche un celebrato esempio di musica ambient con una forte connotazione cosmica ed esoterica, in grado di sintetizzare sia il percorso personale del suo autore sia le tendenze di un trentennio di musica elettronica. Trattandosi di un album molto compatto ed eterogeneo al tempo stesso, nella breve durata e nell'intensità delle atmosfere ha trovato i suoi punti di forza decisivi.
"Atmosfere oniriche e angoscianti fanno da contorno a mantra elettronici, evocazioni inumane, distorsioni spazio-temporali degne di un racconto di Lovecraft. Mezz'ora scarsa di musica così intensa e concentrata da catturare anche l'ascoltatore più scettico e disattento"

## Tracce
1. Simbiomorphic - 01.46
2. Alpha Dawn - 03.07
3. Alien Generator - 02.43
4. Geminaut - 03.50
5. Obscure Epidemy - 04.00
6. Enthropia - 04.27
7. Omega Doom - 04.10
8. Cryptomorphic - 03.19